# Lotharius-kruis

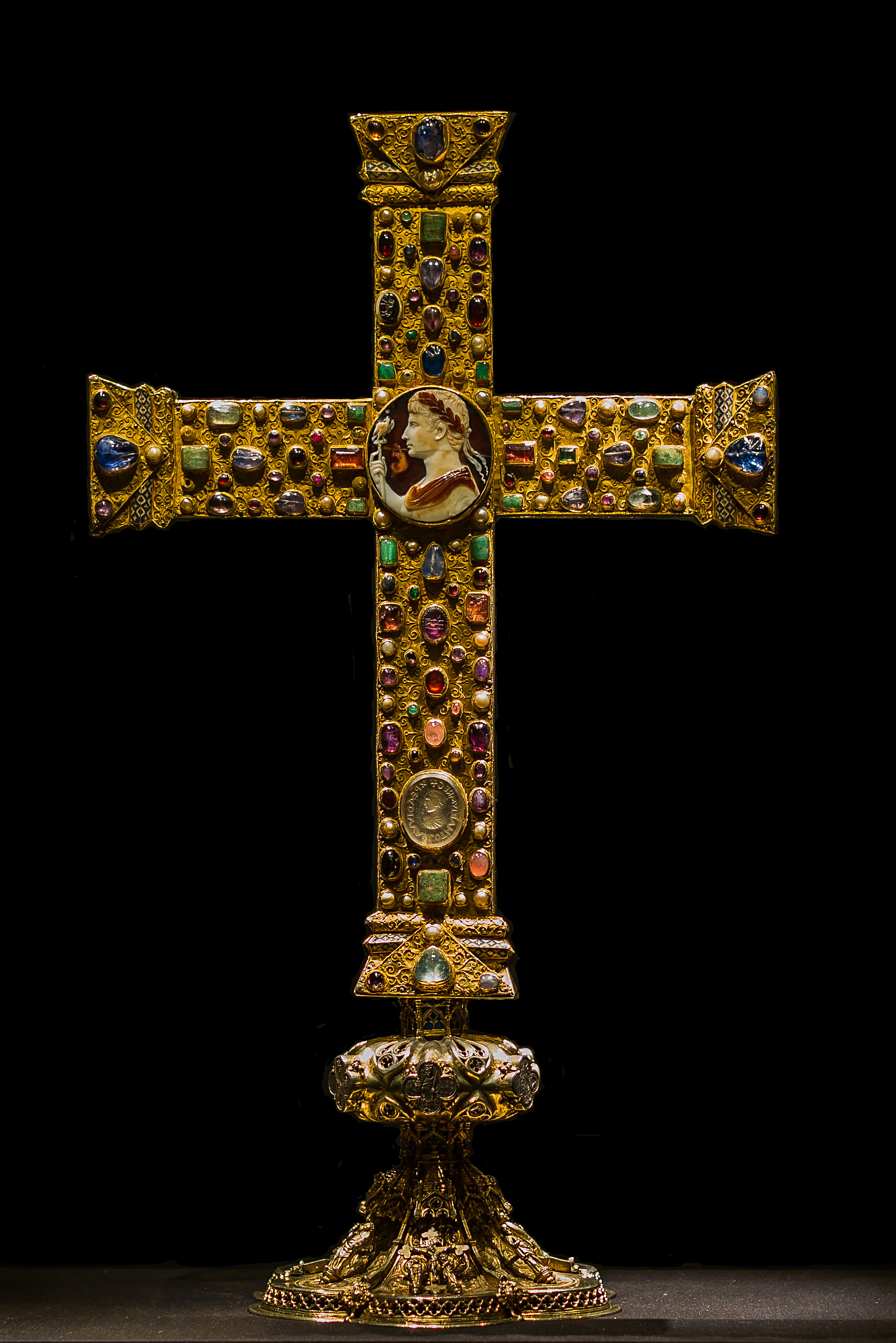
De voorzijde van het Lotharius-kruis

Het Lotharius-kruis is een kostbaar processiekruis dat omstreeks het jaar 1000 in het Rijnland is ontstaan, vermoedelijk in Keulen. Het gouden, met cameeën en edelstenen versierde kruis, een zogenaamd 'gemmenkruis' (Latijn: crux gemmata), bevindt zich in de schatkamer van de Dom van Aken in de Duitse stad Aken. Tijdens hoge kerkelijk feestdagen wordt het kruis nog altijd gebruikt bij vieringen in de Dom.

## Uiterlijk
Het kruis, zonder het laatgotische voetstuk, is 49,8 cm hoog, het heeft een breedte van 38,5 cm en is 2,3 cm diep. Het is gevat in een uit de 14e eeuw stammend bewerkt gouden voetstuk. De kern van het kruis is van eikenhout. Dit is bedekt met goud en verguld zilver en bezet met smaragden, amethisten, robijnen en parels. Het kruis bevat aan de voorzijde 102 edelstenen en 35 parels. De stenen, en de zetting ervan, zouden verwijzen naar de beschrijving van het hemelse Jeruzalem zoals dat voorkomt in de Bijbel in de Openbaring van Johannes.

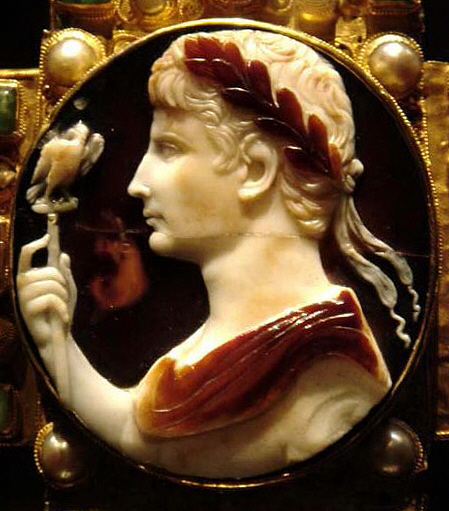
De afbeelding van keizer Augustus

Opvallend aan de voorzijde zijn twee cameeën. Centraal op het kruis bevindt zich een verhoogde afbeelding van de Romeinse keizer Augustus met de keizerlijke insignia dat dateert uit de 1e eeuw. Deze op zich heidense versiering verwijst naar de overwinning van Christus: de vergoddelijkte keizer dient als verwijzing naar en verbinding met de vermoedelijke opdrachtgever en schenker van dit kruis, keizer Otto III, die zichzelf volgens de Romeinse traditie als plaatsvervanger van God op aarde beschouwde.
Lager op de verticale balk van het kruis bevindt zich een intaglio van bergkristal met de afbeelding van Lotharius II, koning van Lotharingen van 855 tot 869, een achterkleinzoon van Karel de Grote. De inscriptie bevat de tekst XPE ADIVVA HLOTARIVM REG (God sta koning Lotharius bij). Aan deze afbeelding ontleent het kruis zijn naam.
Verdere opvallende elementen aan de voorzijde zijn een afbeelding van de Drie Gratiën en een leeuw in onyx. Deze beide afbeeldingen zijn gekanteld geplaatst.
Waar op de voorkant diverse heidense afbeeldingen voorkomen, is de achterzijde geheel gewijd aan de christelijke iconografie. In goud gegraveerd is een afbeelding van de gekruisigde Christus, zonder doornenkroon. De hand van God is naar hem uitgestrekt en bevat een lauwerkrans als teken van overwinning, waarin een duif is opgenomen, waarmee de Drie-eenheid wordt uitgebeeld.

## Afbeeldingen

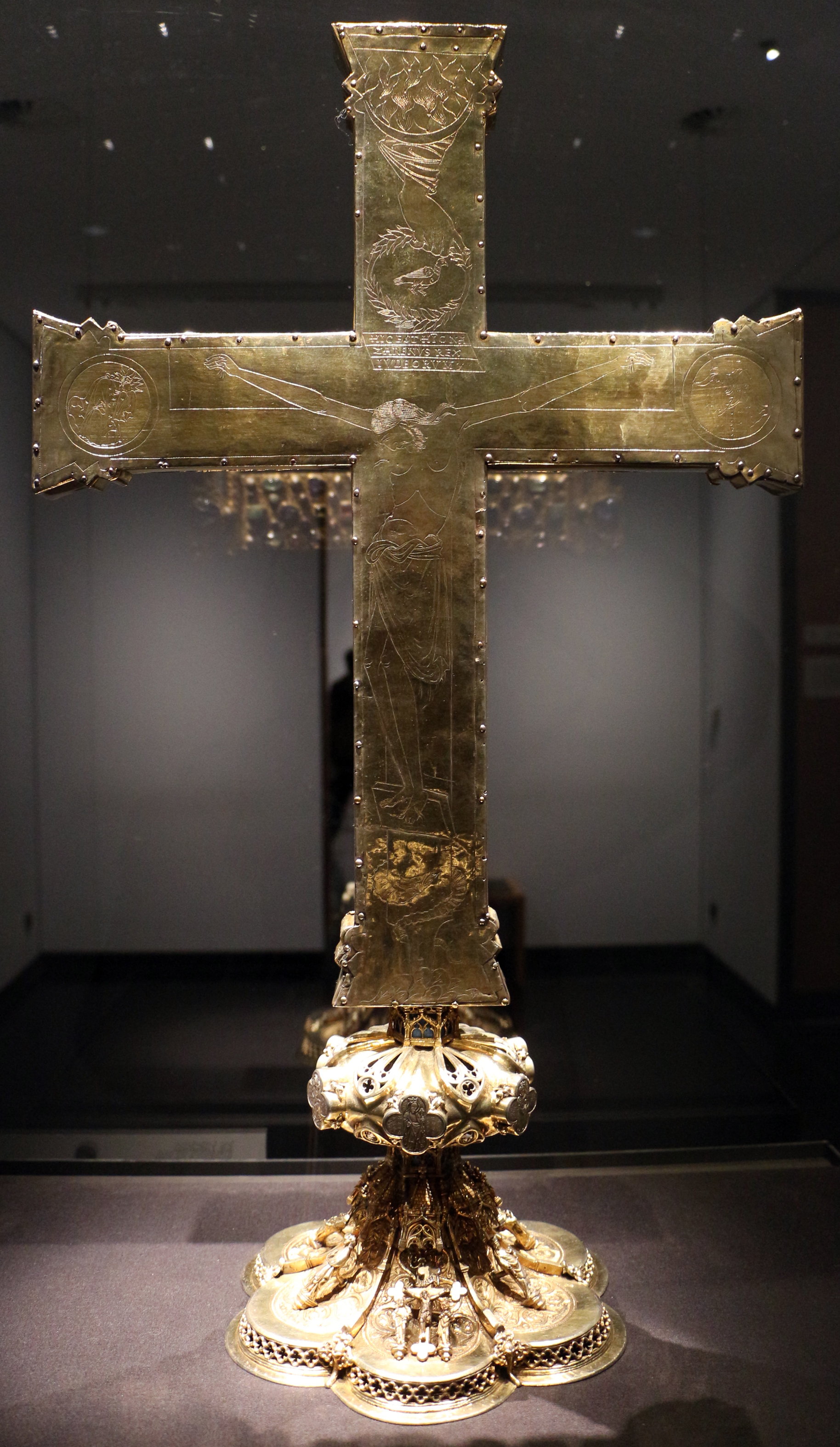
Achterzijde
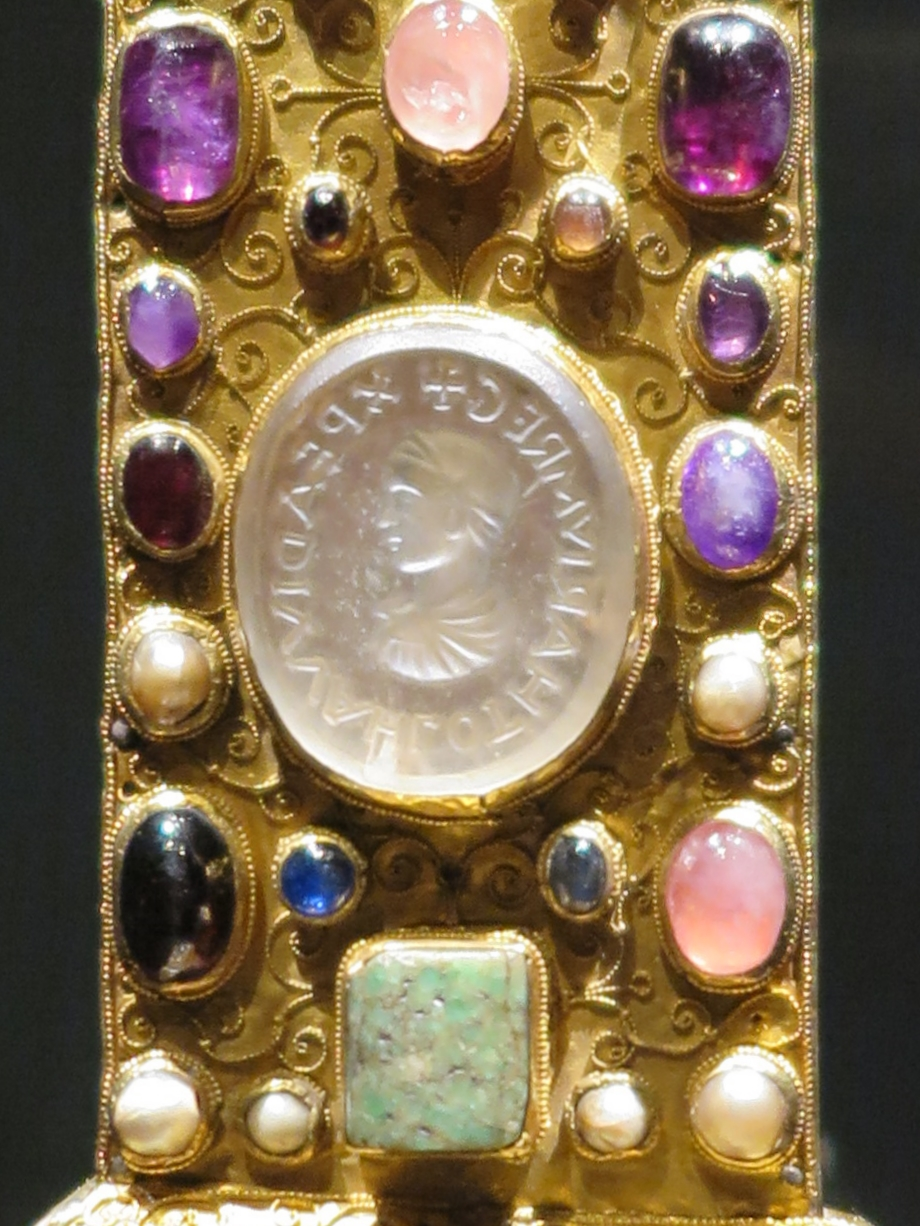
Het zegel van Lotharius
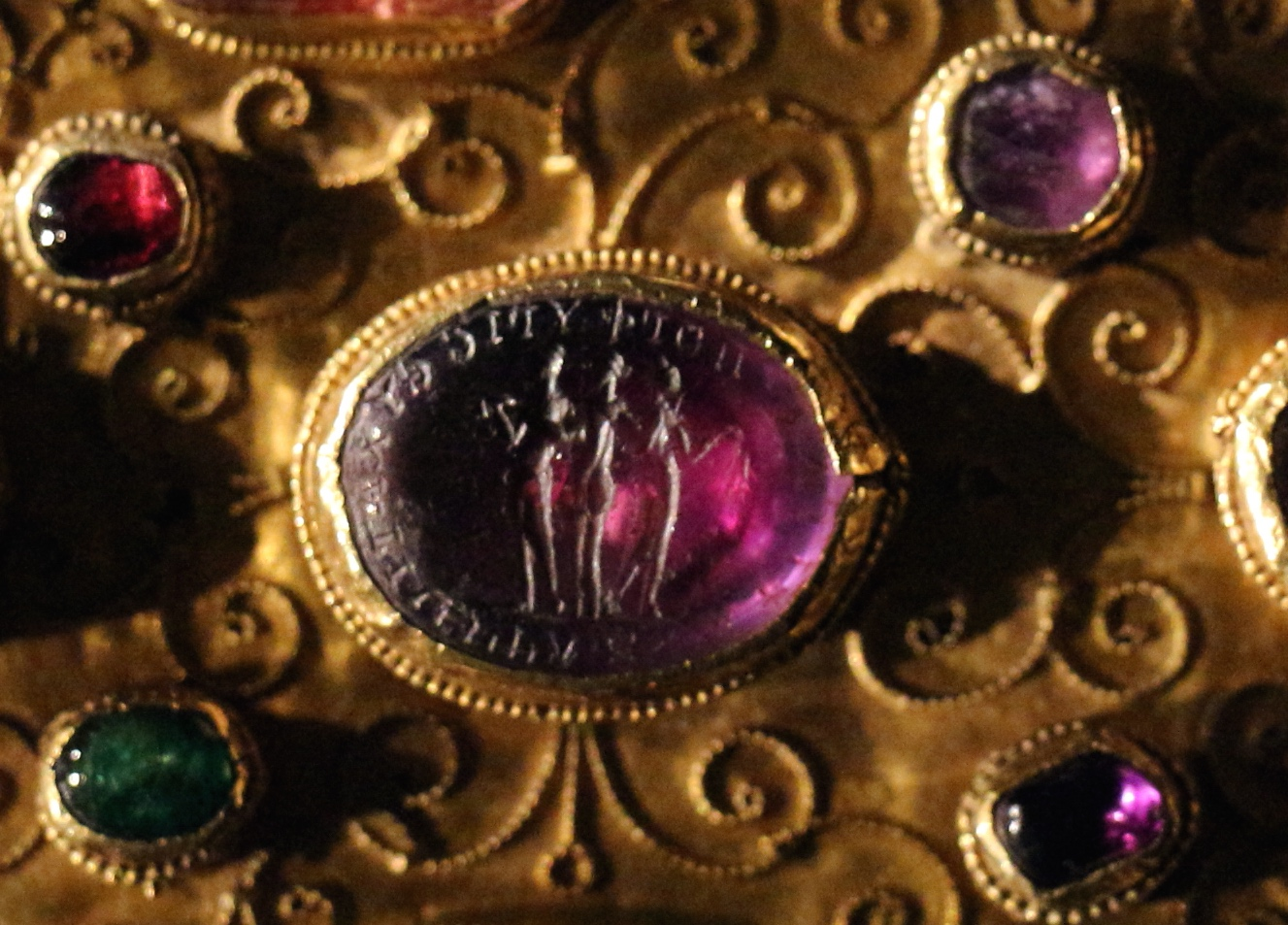
De Drie Gratiën